# توم فيليبس (دبلوماسي)
توم فيليبس (بالإنجليزية: Tom Phillips)‏ هو دبلوماسي بريطاني، ولد في 21 يونيو 1950.